# ジャンプ ジェイ ブックス
ジャンプ ジェイ ブックス（JUMP j BOOKS）は、集英社より刊行されているライトノベル系ノベルズレーベル。1993年3月創刊。

## 概要
『週刊少年ジャンプ（WJ）』の増刊号『ジャンプノベル』（1991年 - 1999年）の掲載小説作品を収録するために創刊された。現在でも、『週刊少年ジャンプ』系列誌連載漫画の小説化作品、ジャンプ小説新人賞（旧ジャンプ小説・ノンフィクション大賞）受賞作品などを中心に刊行している。
『ジャンプノベル』休刊後の刊行作品は書下ろしが多いが、雑誌（『ジャンプSQ』など）に掲載された後に刊行された作品もある。公式サイト では小説作品の連載が行われている。
JUMP j BOOKS（以下、JJB）編集部署は集英社のジャンプ・コミック出版編集部に所属。
漫画作品のノベライズを行うライトノベルレーベルとしては日本屈指の存在である。ただし、オリジナル作品は弱く、オリジナルタイトルを刊行するレーベルとしての知名度も低く、また客筋が決まっていないとされる。

## 売上
一般的な漫画のノベライズは1冊限りで、売上はせいぜい数万部のものが多いとされるが、JJBのノベライズは複数刊行することが多く、平均で原作漫画第1巻の3割の売上を誇る。特に『銀魂』、『黒子のバスケ』、『ハイキュー!!』の小説版などを擁しており、漫画ノベライズとしては圧倒的な売上を誇るとされている。
一般文芸やライトノベルは厳しい状況が続く中、JJBは設立22年目の2015度に過去最高の売上を記録し、日販のノベルス（新書判小説）年間売上ランキングトップ10のうち9冊を独占した。
ネット書店よりも現場の書店で売れる傾向にある。ライトノベルが強い書店より、マンガが売れる書店で売れる傾向にある（2016年時点）。また、女子中高生が朝読（朝の読書）のために小説として買うことも多いとされる。

## 編集方針
作風としては「キャラクター小説」であることを重視している。
編集長浅田はノベライズに読者が求めているものとして次の3つを挙げている。
1. あいだを埋めること - 本編では省略された出来事を膨らませて物語にする
2. オフショット - 本誌ではテンポを悪くするため描きにくい部分を描く
3. 夢の状況を設定する - 本編では作品のルールが変わってしまうため、描けないものを描く

連載中の漫画家が様々な事情でボツにしたネタを小説化することもある。内容的に本編のネタと被りそうなものは意図的に避けている。
原作者に最小限の負担でいかに世界観を膨らませる手伝いができるかが基本哲学となっている。そのためJJB編集者は原作を読み込み、極力原作者がチェックしなくてもいいように作品を仕上げる。また、校訂は作品ごとに同じ人が担当し、ミスを減らすようにしている。担当する小説家も原作ファンを優先的に採用している。
作品のノベライズの基準は、部数のほかに濃いファンがいるかどうかも考慮される。作品によって小説化の難易度も異なるという。WJ編集部にとっては、ノベライズは作品が大きくなっていくステップのひとつで、オファーが来ると認められたという印象を持つという。アニメ化される場合はアニメ放送時点に小説も3、4冊出るようスケジュールが組まれる。

## 経歴
元は「読むジャンプ」のような存在で、週刊少年ジャンプの増刊号として小説を刊行したのが始まり。創刊タイトルは『BASTARD!!』小説版。他に村山由佳・北方謙三・大沢在昌らのオリジナル作品を刊行し、新人賞からは乙一・小川一水らを輩出した。独自レーベル感を出すために、初期は赤背で他社のノベルスよりも判型を少し大きくしてイラストをなるべく目立つように設計された。
2005年頃にはJJBから客離れが進んでいたため、改革が行われた。小説よりも市場規模が大きい漫画の読者をターゲットに定め、漫画読者に作品が届きやすくなるように工夫が行われた。売り場をコミックスの隣に変更するよう書店に働きかけ、原作となる漫画単行本と同じサイズで同じ日に発売するようにした。また、それまでは本編をそのまま小説にしたようなものが多かったが、2005年刊行の『D.Gray-man』小説版では漫画本編ではカットされたり没になったネタを元に外伝的な独自のストーリーを作り、予想外のヒットを記録した。これ以降、本編の補完やオフショットなど、原作ファン向けのオリジナルストーリーをメインにノベライズが展開されるようになった。これらの試みの結果ノベライズの売上は上がり、返本も殆どなくなったという。
2014年に浅田貴典が編集長に就任すると刊行点数を増やし、「ココハナ」連載の『きょうは会社休みます。』小説版、他社タイトルのゲーム『ブレイブフロンティア』、アニメ『SHIROBAKO』など、それまでほとんど扱っていなかった媒体にもノベライズの幅を広げた。また『NARUTO』本編の連載終了にあわせ、各キャラクターの後日談的なノベライズを大々的に行った。『暗殺教室』の学習参考書『殺たん』『殺すう』シリーズ、『黒子のバスケ』『食戟のソーマ』『僕のヒーローアカデミア』などの「ノベライズのコミカライズ」、『黒子のバスケ』劇場版のノベライズ、『NARUTO』小説版のアニメ化など、新たな取り組みも積極的に行われた。こうした取り組みの結果、2015年度の売上は過去最高に達した。

## 略歴
- 1991年 - 『週刊少年ジャンプ』の増刊号『ジャンプノベル』創刊。公募新人文学賞「ジャンプ小説・ノンフィクション大賞」創設
- 1993年3月 - ライトノベル系新書レーベル・『ジャンプ ジェイ ブックス』創刊。当初の装丁は新書判よりも若干背が高目の「ノベルズ判」で赤い背表紙に統一されていた
- 1999年 - 『ジャンプノベル』休刊。「ジャンプ小説・ノンフィクション大賞」を「ジャンプ小説大賞」に改名・リニューアル
- 2002年10月 - 『週刊少年ジャンプ』の増刊号『読むジャンプ』刊行
- 2005年 - 装丁がジャンプ・コミックスと並べて違和感の無いサイズに変更され、デザインも白い背表紙を基調としつつ自由化された[注釈 1]
- 2007年 - 「ジャンプ小説大賞」を「ジャンプ小説新人賞」に改名・リニューアル
- 2015年 - ホラー小説の公募新人賞「ジャンプホラー小説大賞」創設
- 2017年 - 恋愛小説の公募新人賞「ジャンプ恋愛小説大賞」創設

## 他媒体との関連
週刊少年ジャンプ（WJ）
JJBの母体。『ジャンプノベル』もWJ増刊号として刊行されていた。1990年代以降、WJヒット作のほとんどがJJBでノベライズされている。
また、WJ系列誌である『ジャンプSQ』『週刊ヤングジャンプ』などの連載作品も本レーベルでノベライズされている。
スーパーダッシュ文庫（SD、2000年 - 2014年）
同じ集英社のライトノベル系文庫レーベル。JJB作品の一部（「KLAN」など）が再録・継承されている。また、SD作品の『All You Need Is Kill』はJJBで再録された。新人賞もそれぞれ別に実施していた（スーパーダッシュ小説新人賞を参照）。
スーパーファンタジー文庫（SF、1991年 - 2001年）
同じ集英社のライトノベル系文庫レーベル。SF休刊後、1タイトルがJJBへ再録された。

## オリジナル作品のメディア展開
【略称】YY：ヤングユー、REVO：ジャンプ the REVOLUTION!、YJ：週刊ヤングジャンプ、MJ：月刊少年ジャンプ、NEXT!!：少年ジャンプNEXT!!、J+：少年ジャンプ+、（集英社） FC：FlexComixネクスト（Yahoo! JAPAN）、ゴラク：週刊漫画ゴラク（日本文芸社）
| 原作                                    | 媒体         | タイトル                              | 時期                             | 備考                                              |
| --------------------------------------- | ------------ | ------------------------------------- | -------------------------------- | ------------------------------------------------- |
| おいしいコーヒーのいれ方                | CD           | おいしいコーヒーのいれ方 COFFEE BREAK | 2006年5月                        | ソニー・ミュージックダイレクトより                |
| おいしいコーヒーのいれ方                | ラジオドラマ | (無印)                                | 1997年1月 - 2006年12月（不定期） | 『青春アドベンチャー』（NHK）より                 |
| おいしいコーヒーのいれ方                | 漫画         | キスまでの距離                        | YY 2001年2月号 - 3月号           | 作画:架月弥                                       |
| おいしいコーヒーのいれ方                | 漫画         | (無印)                                | J+ 2019年10月2日 - 連載中        | 作画:青沼裕貴 構成：雀村アオ                      |
| 屋上探偵                                | 漫画         | 屋上探偵- オクタン -                  | REVO 2006                        | 作画:遠藤達哉                                     |
| KLAN                                    | 漫画         |                                       | FC 2010年10月号 - 2012年2月号    | 作画:フカキショウコ                               |
| 黄龍の耳                                | 漫画         | (無印)                                | YJ 1992年52号 - 1996年1号        | 作画:井上紀良 脚本:M・A・T→東板前二               |
| 黄龍の耳                                | 漫画         | 第46代 棗希朗衛門                     | ゴラク2012年8月17日号 - 連載中   | YJ版の続編 作画:井上 脚本:鍋島雅治                |
| 黄龍の耳                                | ゲームソフト | (無印)                                | 1995年12月                       | バップより。SFC用                                 |
| 黄龍の耳                                | パチンコ     | CR黄龍の耳                            | 1997年11月                       | サミーより                                        |
| 黄龍の耳                                | OVA          | 黄龍の耳 美那の章                     | 1995年                           | バップより                                        |
| 黄龍の耳                                | ラジオ       | 久川綾のSHINY NIGHT 黄龍の耳          | 1995年                           | OVA発売後は久川綾のSHINY NIGHTに改名              |
| ジハード                                | 漫画         | (無印)                                |                                  | 作画:山根和俊                                     |
| ジハード                                | 漫画         | クルセイド - 風のヴァレリー           | MJ 1995年8月号 - 1996年3月号     | 作画:山根和俊                                     |
| ツクモガミ 帝都情報部特権諜報員零零七式 | 漫画         | (無印)                                | NEXT!! 2014 vol.3                | 作画:椎橋寛                                       |
| 十二大戦                                | 漫画         | (無印)                                | J+ 2017年9月23日 - 2018年5月12日 | 作画:暁月あきら キャラクターデザイン:中村光 全4巻 |
| 十二大戦                                | テレビアニメ | (無印)                                | 2017年10月 - 12月                |                                                   |
| 十二大戦                                | 舞台         | (無印)                                | 2018年5月                        |                                                   |
| 3年Z組銀八先生                          | テレビアニメ | (無印)                                | 2025年10月 (予定)                |                                                   |

## 作品一覧
略称
週刊少年ジャンプ：WJ、ジャンプスクエア：SQ、週刊ヤングジャンプ：YJ、スーパーダッシュ文庫：SD、ジャンプ小説・ノンフィクション大賞・ジャンプ小説大賞：小説大賞、ジャンプ小説新人賞（jump Novel Grand Prix）：jNGP
|  | 漫画作品の小説化 |  | その他（アニメ・ゲームなど）の小説化 |

### オリジナル小説作品
| タイトル                                                         | 著者         | 原作・イラスト                                | 巻数               | 刊行開始                    | 備考                                    |
| あ行                                                             | あ行         | あ行                                          | あ行               | あ行                        | あ行                                    |
| ---------------------------------------------------------------- | ------------ | --------------------------------------------- | ------------------ | --------------------------- | --------------------------------------- |
| Arknoah                                                          | 乙一         | toi8                                          | 2巻                | 2013年7月                   |                                         |
| 愛は歴史を救う                                                   | 田中創       | TCB                                           | 2巻                | 2016年8月                   | 分冊版4巻                               |
| AGITO                                                            | 菊地秀行     | 宮下あきら                                    | 単巻               | 1993年7月                   |                                         |
| イモムシランデブー                                               | 久麻當郎     | 別天荒人                                      | 1巻                | 2010年7月                   |                                         |
| 海鳴星                                                           | 立松和平     | みのもけんじ                                  | 単巻               | 1993年11月                  |                                         |
| おいしいコーヒーのいれ方                                         | 村山由佳     | 志田光郷（～2期2巻）⇒ 結布（2期4巻～）        | 1期:全10巻 2期:8巻 | 1期:1994年9月 2期:2007年5月 | ⇒1期8巻まで「志田正重」名義             |
| 屋上探偵                                                         | 大崎知仁     | 遠藤達哉                                      | 2巻                | 2006年2月                   |                                         |
| オデュッセイア 紅衣英雄譚異聞                                    | 映島巡       | 厦門潤                                        | 単巻               | 1999年9月                   |                                         |
| 鬼塚伊予の臨床心霊学                                             | 花井利徳     | 白狼                                          | 単巻               | 2014年12月                  | jNGP'14 Spring小説フリー部門金賞        |
| 俺らしく B-坊主                                                  | 保田亨介     | 河野慶                                        | 単巻               | 2003年12月                  | 第12回小説大賞入選                      |
| か行                                                             |              |                                               |                    |                             |                                         |
| ガールズロボティクス                                             | 白木秋       | なこまり                                      | 単巻               | 年月                        | 2016年12月                              |
| 怪談彼女                                                         | 永遠月心悟   | ミウラタダヒロ                                | 6巻                | 2014年6月                   | jNGP'13 Spring小説フリー部門金賞        |
| 彼が狼だった日                                                   | 北方謙三     | 大島やすいち                                  | 全2巻              | 1999年2月                   |                                         |
| 北のオオカミ                                                     | 山際淳司     | 今泉伸二                                      | 単巻               | 1993年3月                   |                                         |
| 禁じられた鏡                                                     | 城崎火也     | しんがぎん                                    | 単巻               | 2001年12月                  |                                         |
| KLAN                                                             | 田中芳樹     | 坂本眞一                                      | 1巻                | 1995年10月                  | SDで複数の著者が続編作成（2008年完結）  |
| グレイ・チェンバー                                               | 小川一水     | 三好ナオト                                    | 単巻               | 2000年12月                  |                                         |
| 黄龍の耳                                                         | 大沢在昌     | 原哲夫（1巻） 鶴岡伸寿（2巻）                 | 全2巻              | 1993年3月                   |                                         |
| この世で最後のデートをきみと                                     | 坊木椎哉     | shimano                                       | 単巻               | 2016年11月                  |                                         |
| さ行                                                             |              |                                               |                    |                             |                                         |
| 罪人教室                                                         | 埼田要介     | 掃除朋具                                      | 2巻                | 2016年4月                   |                                         |
| 殺人ハウス                                                       | 藤津一       | スオウ                                        | 単巻               | 2015年4月                   |                                         |
| 三番目の転校生                                                   | 城崎火也     | しんがぎん                                    | 単巻               | 2000年10月                  |                                         |
| 三流レーサー                                                     | 池沢早人師   | シヒラ竜也                                    | 1巻                | 2013年10月                  |                                         |
| 完殺者真魅 （ジェノサイダー・マミ）                              | 鳴海丈       | 鶴田洋久（1巻） 小畑健（2巻）                 | 全2巻              | 1993年4月                   |                                         |
| 時限爆呪                                                         | 希崎火夜⇒    | 矢吹健太朗                                    | 単巻               | 1999年12月                  | 第9回小説大賞入選 ⇒後に城崎火也へ改名   |
| 自殺幇女                                                         | 尾北圭人     | カオミン                                      | 単巻               | 2018年3月                   |                                         |
| 舌の上の君                                                       | ヰ坂暁       | しおん                                        | 1巻                | 2017年6月                   | 第2回ジャンプホラー小説大賞編集長特別賞 |
| 死神になった少年                                                 | 我孫子武丸   | 甲斐谷忍                                      | 単巻               | 1997年4月                   |                                         |
| ジハード                                                         | 定金伸治     | 山根和俊（1〜5巻） 芝美奈子（6 - 11巻・外伝） | 全11巻⇒ 外伝1巻    | 1993年3月                   | 第1回小説大賞                           |
| しゃべるいきもの                                                 | 松原真琴     | 片岡人生・近藤一馬                            | 単巻               | 2006年3月                   |                                         |
| 十二大戦                                                         | 西尾維新     | 中村光                                        | 2巻                | 2015年5月                   | 1巻のリサイズ版発行                     |
| 少女断罪                                                         | 市方谷武志   | 内海痣                                        | 単巻               | 2015年12月                  |                                         |
| 私立エルニーニョ学園伝説                                         | SOW          | 河下水希                                      | 2巻                | 2008年12月                  | jNGP'08 Springフリー部門 銀賞           |
| 神獣の守護者                                                     | ねずみ正午   | こちも                                        | 単巻               | 2010年7月                   | jNGP'09 Summerフリー部門銀賞            |
| 新撰組異聞 火取虫                                                | 絹川亜希子   | 坂本眞一                                      | 単巻               | 1995年3月                   | 第2回小説大賞佳作                       |
| スクールポーカーウォーズ                                         | 維羽裕介     | 平沢下戸                                      | 3巻                | 2015年3月                   |                                         |
| SP ストリートパフォーマー                                        | 草薙渉       | 次原隆二                                      | 単巻               | 1995年7月                   |                                         |
| スパークリング― あの日、少年は車いすでつむじ風のようにやってきた | 彩永真司     |                                               | 全1巻              | 1999年1月                   | 第8回小説大賞                           |
| ZERO                                                             | 映島巡       | かずはじめ                                    | 単巻               | 1996年7月                   | 第4回小説大賞                           |
| そして彼女はシリーズ                                             | 松原真琴     | 小畑健                                        | 全3巻              | 2003年10月                  |                                         |
| そして龍太はニャーと鳴く                                         | 松原真琴     | 久保帯人                                      | 単巻               | 2002年12月                  | 第11回小説大賞入選                      |
| 卒業                                                             | 高橋三千綱   | 幡地英明                                      | 単巻               | 1993年4月                   |                                         |
| 空飛ぶ船                                                         | 多岐友伊     | 鷹城冴貴                                      | 単巻               | 1993年8月                   | 第2回小説大賞                           |
| た行                                                             |              |                                               |                    |                             |                                         |
| 大根性                                                           | 三谷幸喜     | 薮野てんや                                    | 単巻               | 1995年10月                  |                                         |
| たがやすゾンビさま                                               | ぞんちょ     | もけお                                        | 単巻               | 2016年10月                  |                                         |
| たとえあなたが骨になっても                                       | 菱川さかく   | 清原紘                                        | 1巻                | 2017年6月                   | 第2回ジャンプホラー小説大賞銀賞         |
| 散りゆく花の名を呼んで、                                         | 鳥谷綾斗     | 紺野真弓                                      | 単巻               | 2018年3月                   |                                         |
| D室の子猫の冒険                                                  | 霧咲遼樹     | 藤崎竜                                        | 単巻               | 1998年1月                   |                                         |
| ツクモガミ 帝都情報部特権諜報員零零七式                          | 間中葦       | 椎橋寛                                        | 単巻               | 2014年7月                   | jNGP'13 Spring キャラ小説部門金賞       |
| DEVIL'S DOOR                                                     | 東山彰良     | 坂本眞一                                      | 単巻               | 2019年6月                   |                                         |
| 天帝妖狐                                                         | 乙一         | 幡地英明                                      | 単巻               | 1998年4月                   |                                         |
| DT覇王ドマイナー                                                 | 仙波千広     | 内藤泰弘                                      | 単巻               | 2014年7月                   |                                         |
| な行                                                             |              |                                               |                    |                             |                                         |
| ナイトクラス                                                     | 城崎火也     | 暁月あきら                                    | 全3巻              | 2006年7月                   |                                         |
| 夏と花火と私の死体                                               | 乙一         | 幡地英明                                      | 単巻               | 2000年5月                   | 第6回小説大賞                           |
| 眠り姫は魔法を使う                                               | 霧咲遼樹     | 藤崎竜                                        | 単巻               | 1995年7月                   | 第3回小説大賞佳作                       |
| は行                                                             |              |                                               |                    |                             |                                         |
| パワードメタルジャック                                           | ひなたしょう | 高山としのり                                  | 2巻                | 2011年12月                  |                                         |
| 万物の霊長は猫である                                             | 渋谷英樹     | 刀根夕子                                      | 単巻               | 1994年2月                   |                                         |
| 百万光年のちょっと先                                             | 古橋秀之     | 矢吹健太朗                                    | 単巻               | 2018年2月                   |                                         |
| ピュグマリオンは種を蒔く                                         | 坊木椎哉     | つくぐ                                        | 単巻               | 2016年11月                  |                                         |
| 5ミニッツ4エバー                                                 | 音七畔       | 落合さより                                    | 単巻               | 2014年8月                   | jNGP '13 Winter小説フリー部門銀賞       |
| フジヤマ・ステーション                                           | 広井王子     | 海童博行                                      | 単巻               | 2007年7月                   |                                         |
| 復活のマウンド -加賀谷智明の軌跡-                                | 岡田成司     | 村中孝                                        | 単巻               | 2004年10月                  | 第13回小説大賞                          |
| BLACK ONIX                                                       | 石川考一     | 長沢克泰                                      | 単巻               | 1994年4月                   | 第2回小説大賞入選                       |
| 晴れときどき女子高生 プラトニックチェーン                        | 渡辺浩弐     | 岡崎武士                                      | 単巻               |                             |                                         |
| 舞王 -プリンシパル-                                              | 志堂日咲     | 六道神士                                      | 単巻               | 2005年10月                  | 第14回小説大賞                          |
| ベイスボール★キッズ                                              | 清水てつき   | 鶴岡伸寿                                      | 単巻               | 1999年4月                   | 第7回小説大賞                           |
| 放課後の魔女                                                     | 橘雨璃       | PEACH-PIT                                     | 単巻               | 2014年12月                  |                                         |
| ぼくの推理研究                                                   | 我孫子武丸   | 石月誠一                                      | 単巻               |                             |                                         |
| ま行                                                             |              |                                               |                    |                             |                                         |
| マーチング・ウィズ・ゾンビーズ ぼくたちの腐りきった青春に        | 折輝真透     | うえむら                                      | 単巻               | 2019年6月                   |                                         |
| 魔界西遊記                                                       | 夢幻         | 相崎勝美                                      | 単巻               |                             |                                         |
| まずは一報ポプラパレスより                                       | 河出智紀     | 鷹城冴貴                                      | 全2巻              | 1996年10月                  | 第6回小説大賞                           |
| 魔滅のトーコ                                                     | 畑中りんご   | 暁月あきら                                    | 3巻                | 2014年6月                   |                                         |
| 丸ノ内 OF THE DEAD                                               | ぞんちょ     | シヒラ竜也                                    | 単巻               | 2015年3月                   |                                         |
| 湖の魔手                                                         | 城崎火也     | 三好直人                                      | 単巻               |                             |                                         |
| MIDNIGHT★MAGIC                                                   | 夢幻         | 叶恭弘                                        | 全7巻              | 1993年7月                   | 第1回小説大賞努力賞                     |
| 水戸黄門的…                                                      | 草薙渉       | 次原隆二                                      | 単巻               |                             |                                         |
| もう一度デジャ・ヴ                                               | 村山由佳     | 志田正重                                      | 単巻               | 1998年2月                   | 第13回小説大賞佳作                      |
| や                                                               |              |                                               |                    |                             |                                         |
| 妖怪びしょ濡れおかっぱ                                           | 松原真琴     | トミイマサコ                                  | 単巻               | 2006年12月                  |                                         |
| 欧亜純白                                                         | 大沢在昌     |                                               | 2巻                | 2009年12月                  |                                         |
| ら行                                                             |              |                                               |                    |                             |                                         |
| ランニング・オプ                                                 | 大木智洋     | 森田信吾                                      | 単巻               | 1999年11月                  | 第9回小説大賞入選                       |
| RIPPER GAME                                                      | 霧咲遼樹     | 藤崎竜                                        | 単巻               | 1996年4月                   |                                         |
| 流浪刑のクロニコ                                                 | 菅野隆宏     | 遠藤達哉                                      | 2巻                | 2013年7月                   | jNGP '12 Winter小説フリー部門金賞       |
| ローリング・コンバット！                                         | ジョニー音田 | 岩本直輝                                      | 単巻               | 2015年10月                  |                                         |

### ノベライズ作品
原作コンテンツの脚本等は省略する。
| タイトル                                                                          | 著者 | 原作・イラスト                                                                     | 巻数                              | 刊行開始                          | 備考 |
| あ行                                                                              | あ行 | あ行                                                                               | あ行                              | あ行                              | あ行 |
| --------------------------------------------------------------------------------- | --- | ---------------------------------------------------------------------------------- | --------------------------------- | --------------------------------- | --- |
| I"s                                                                               | 富田祐弘                                                                                                | 桂正和                                                                             | 単巻                              | 1998年10月                        | |
| アイシールド21                                                                    | 長谷川勝己（1巻） 映島巡（2巻）                                                                         | 原作:稲垣理一郎 画:村田雄介                                                        | 全2巻                             | 2004年3月                         | |
| アウターゾーン                                                                    | 山田隆司                                                                                                | 光原伸                                                                             | 単巻                              | 1995年7月                         | |
| 青の祓魔師シリーズ                                                                | 矢島綾                                                                                                  | 加藤和恵                                                                           | 4巻 1巻※1                         | 2011年9月                         | ※1 劇場版ノベライズ |
| アオのハコ Prologue                                                               | 七緒 | 三浦糀                                                                             | 単巻                              | 2024年12月                        | |
| アクティヴレイド -機動強襲室第八係- the Novel                                     | 山本カズヨシ                                                                                            | 佐伯俊                                                                             | 単巻                              | 2016年7月                         | アニメの小説化 |
| ARGONAVIS from BanG Dream! 目醒めの王者                                           | 華南恋                                                                                                  | 原作:ブシロード 画:中島美彩子                                                      | 単巻                              | 2020年6月                         | アニメの小説化（前日譚） |
| アンデッドアンラック                                                              | 平林佐和子                                                                                              | 戸塚慶文                                                                           | 全2巻                             | 2023年2月                         | |
| イエスタデイをうたって                                                            | 星希代子                                                                                                | 冬目景                                                                             | 単巻                              | 2010年11月                        | |
| いちご100%                                                                        | 影山由美（1巻） 子安秀明（2巻）                                                                         | 河下水希※                                                                          | 全2巻                             | 2004年5月                         | ※ 2巻イラスト除く |
| 映画暗殺教室                                                                      | 金沢達也                                                                                                | 松井優征                                                                           | 2巻                               | 2015年3月                         | WJ作品劇場版を小説化 |
| 映画ノベライズ帝一の國                                                            | 久麻當郎                                                                                                | 古屋兎丸                                                                           | 単巻                              | 2017年5月                         | |
| 映画ROOKIES -卒業-                                                                | 浜崎達也                                                                                                | 森田まさのり                                                                       | 単巻                              | 2009年5月                         | 元WJ作品の劇場版を小説化 |
| EX-ARM エクスアーム THE NOVEL                                                     | 久麻當郎                                                                                                | 古味慎也                                                                           | 単巻                              | 2018年12月                        | |
| 推しの子                                                                          | 田中創                                                                                                  | 赤坂アカ 横槍メンゴ                                                                | 2巻                               | 2023年11月                        | |
| 終わりのセラフ 吸血鬼ミカエラの物語                                               | 鏡貴也                                                                                                  | 画:山本ヤマト                                                                      | 2巻                               | 2015年12月                        | |
| か行                                                                              | |                                                                                    |                                   |                                   | |
| 怪獣8号 密着！第3部隊                                                             | 安藤敬而                                                                                                | 松本直也                                                                           | 単巻                              | 2022年11月                        | |
| かぐや様は告らせたい 小説版                                                       | 羊山十一郎                                                                                              | 赤坂アカ                                                                           | 2巻                               | 2018年9月                         | |
| 家庭教師ヒットマンREBORN! 隠し弾                                                  | 子安秀明                                                                                                | 天野明                                                                             | 全5巻                             | 2007年3月                         | SQ2008年6月号 - 2009年3月号連載 |
| 人形草紙あやつり左近                                                              | 山田隆司                                                                                                | 原作:写楽麿 画:小畑健                                                              | 単巻                              | 1996年4月                         | ノベル掲載（一部未収録） WJ連載終了後、小説化                                                                                         |
| カラダ探し 前夜                                                                   | ウェルザード                                                                                            | イラスト:村瀬克俊                                                                  | 単巻                              | 2016年8月                         | |
| 銃夢                                                                              | 川村泰久                                                                                                | 木城ゆきと                                                                         | 単巻                              | 1997年4月                         | |
| 岸辺露伴シリーズ                                                                  | 維羽裕介 北國ばらっど 宮本深礼 吉上亮                                                                   | 荒木飛呂彦                                                                         | 4巻                               | 2018年6月                         | 短編集の小説版 |
| 君のことが大大大大大好きな100人の彼女 番外恋物語 ～ シークレットラブストーリー ～ | はむばね                                                                                                | 原作:中村力斗 画:野澤ゆき子                                                        | 単巻                              | 2023年7月                         | |
| 鬼滅の刃                                                                          | 矢島綾                                                                                                  | 吾峠呼世晴                                                                         | 2巻                               | 2019年2月                         | |
| キャッツ・アイ                                                                    | 高屋敷英夫                                                                                              | 北条司                                                                             | 単巻                              | 1996年12月                        | |
| ぎんぎつね 春夏秋冬                                                               | 七緒 | 落合さより                                                                         | 単巻                              | 2013年11月                        | |
| キングダム THE ANIMATION                                                          | 久麻當郎                                                                                                | 原泰久                                                                             | 3巻                               | 2012年9月                         | YJ作品アニメ版の小説化 |
| 銀魂シリーズ                                                                      | 大崎知仁（※1・※2） 田中創（※3）                                                                         | 空知英秋                                                                           | 8巻※1 1巻※2 2巻※3                 | 2006年2月                         | ※1 銀八先生 ※2 アニメ映画 ※3 実写映画                                                                                                 |
| キン肉マンII世SP 伝説超人全滅!                                                    | 小西マサテル                                                                                            | ゆでたまご                                                                         | 単巻                              | 2002年5月                         | |
| キン肉マン 四次元殺法殺人事件                                                     | おぎぬまX                                                                                               | ゆでたまご                                                                         | 単巻                              | 2023年3月                         | |
| 空想科学世界ガリバーボーイ                                                        | 広井王子                                                                                                | 画:芦田豊雄                                                                        | 単巻                              | 1995年3月                         | |
| 黒子のバスケシリーズ                                                              | 平林佐和子（※1・総集編1・※3） 誉司アンリ（総集編1 - 2）                                                 | 藤巻忠俊                                                                           | 全6巻※1 全3巻※2 単巻※3            | 2011年3月                         | ※1 -Replace- ※2 総集編 ※3 LAST GAME                                                                                                   |
| 劇場版 SPY×FAMILY CODE: White                                                     | 矢島綾                                                                                                  | 遠藤達哉                                                                           | 単巻                              | 2023年12月ｍ                      | |
| 劇場版 トリコ                                                                     | 久麻當郎（1巻） 村山功（2巻）                                                                           | 島袋光年                                                                           | 全2巻                             | 2011年3月                         | WJ作品劇場版を小説化 |
| 劇場版 ドラゴンボール超 ブロリー                                                  | 日下部匡俊                                                                                              | 鳥山明                                                                             | 単巻                              | 2018年12月                        | 元WJ作品劇場版を小説化 |
| 血界戦線                                                                          | 秋田禎信                                                                                                | 内藤泰弘                                                                           | 2巻                               | 2015年6月                         | |
| 極黒のブリュンヒルデ The Moment                                                   | 成上真                                                                                                  | 岡本倫                                                                             | 1巻                               | 2014年4月                         | |
| 荒野のコトブキ飛行隊 荒野千一夜                                                   | 安藤敬而                                                                                                | イラスト：杉江翼 原作：荒野のコトブキ飛行隊                                        | 単巻                              | 2019年6月                         | アニメ作品の小説化 |
| こちら葛飾区亀有公園前派出所シリーズ                                              | 小山高生（1・2巻） 大川俊道（劇場版） 日本推理作家協会（アンソロジー）                                  | 秋本治                                                                             | 5巻                               | 1995年3月                         | |
| さ行                                                                              | |                                                                                    |                                   |                                   | |
| 斉木楠雄のΨ難シリーズ                                                             | ひなたしょう（※1） 宮本深礼（※2）                                                                       | 麻生周一                                                                           | 全2巻※1 全1巻※2                   | 2013年5月                         | ※1 Extra Story of Psychics ※2 劇場版                                                                                                  |
| SAKAMOTO DAYS                                                                     | 岬れんか                                                                                                | 鈴木祐斗                                                                           | 2巻                               | 2023年4月                         | |
| サモンナイトシリーズ                                                              | 都月景（※2・※5） 寺田とものり（※3） 浜崎達也（※4）                                                      | 飯塚武史（※2・※5） 和狸ナオ（※5） 大塚真一郎（※3） 外崎春雄（※3・※4）              | 全3巻※2 全1巻※3 全1巻※4 5巻※5     | 2012年11月                        | ゲームの小説化 ※1 初期は「都月狩」名義 ※2 無印 ※3 サモンナイト クラフトソード物語 ※4 サモンナイトX 〜Tears Crown〜 ※5 サモンナイトU:X |
| サラリーマン金太郎                                                                | 滝直毅（1巻） 白石まみ（SP）                                                                            | 本宮ひろ志                                                                         | 全2巻                             |                                   | |
| 食戟のソーマシリーズ                                                              | 伊藤美智子                                                                                              | 原作:附田祐斗 画:佐伯俊 協力:森崎友紀                                              | 4巻                               |                                   | 〜à la carte〜：全3巻、〜Fratelli Aldini〜：1巻                                                                                       |
| 地獄先生ぬ〜べ〜                                                                  | 菅良幸                                                                                                  | 原作：真倉翔 画：岡野剛                                                            | 単巻                              | 1996年4月                         | |
| 地獄楽                                                                            | 菱川さかく                                                                                              | 賀来ゆうじ                                                                         | 2巻                               | 2019年9月                         | |
| シティーハンターシリーズ                                                          | 外池省二（1巻） 稲葉稔（2巻） 天羽沙夜（SP1） 岸間信明（SP2）                                           | 北条司                                                                             | 全4巻                             | 1993年4月                         | |
| シャーマンキング                                                                  | 三井秀樹                                                                                                | 武井宏之                                                                           | 全2巻                             | 2001年12月                        | |
| ジャックジャンヌ                                                                  | 十和田シン                                                                                              | 石田スイ                                                                           | 3巻                               | 2021年4月                         | |
| 呪術廻戦                                                                          | 北國ばらっど                                                                                            | 芥見下々                                                                           | 2巻                               | 2019年5月                         | |
| 小説おそ松さん                                                                    | 石原宙（1-16巻） 津留ゆう（1巻）                                                                        | 原作:赤塚不二夫「おそ松くん」                                                      | 6巻                               | 2016年7月                         | TVアニメの小説化 |
| 小説版1/11 じゅういちぶんのいち                                                   | 中村尚儁                                                                                                | 中村尚儁                                                                           | 全1巻                             | 2014年4月                         | |
| 小説・北斗の拳-呪縛の街-                                                          | 武論尊・原哲夫                                                                                          | 原哲夫                                                                             | 単巻                              | 1996年12月                        | |
| ジョジョの奇妙な冒険シリーズ                                                      | ジョジョの奇妙な冒険#小説を参照                                                                         | ジョジョの奇妙な冒険#小説を参照                                                    | ジョジョの奇妙な冒険#小説を参照   | ジョジョの奇妙な冒険#小説を参照   | ジョジョの奇妙な冒険#小説を参照 |
| SHIROBAKO イントロダクション                                                      | 伊藤美智子 田中創 TAMA 吉成郁子                                                                         | 武蔵野アニメーション                                                               | 単巻                              | 2015年1月                         | TVアニメの小説化 |
| 新きまぐれオレンジ☆ロード                                                         | 寺田憲史                                                                                                | まつもと泉 後藤隆幸（3巻）                                                         | 全3巻                             | 1994年7月                         | |
| SPY×FAMILY 家族の肖像                                                             | 矢島綾                                                                                                  | 遠藤達哉                                                                           | 単巻                              | 2021年7月                         | |
| SLAM DUNK                                                                         | 菅良幸                                                                                                  | 井上雄彦                                                                           | 単巻                              | 1994年12月                        | |
| 正反対な君と僕 サニー&レイニー                                                    | 西馬舜人                                                                                                | 阿賀沢紅茶                                                                         | 単巻                              | 2023年11月                        | |
| 聖闘士星矢 ギガントマキア                                                         | 浜崎達也                                                                                                | 車田正美                                                                           | 全2巻                             | 2002年8月                         | |
| ゼノギアス 神屠る物語・序章                                                       | 日下部匡俊                                                                                              | 森下直親                                                                           | 単巻                              | 1998年4月                         | ゲームの小説化 |
| 双星の陰陽師                                                                      | 田中創                                                                                                  | 助野嘉昭                                                                           | 3巻                               | 2016年8月                         | |
| SOUL CATCHER(S) -Interlude-                                                       | 成上真                                                                                                  | 神海英雄                                                                           | 全3巻                             | 2014年11月                        | |
| ソムリエ                                                                          | 細川布久子                                                                                              | 原作：城アラキ 画：甲斐谷忍                                                        | 単巻                              |                                   | |
| た行                                                                              | |                                                                                    |                                   |                                   | |
| 大正処女御伽話 共ニ歩ム春夏秋冬                                                   | はむばね                                                                                                | 桐丘さな                                                                           | 単巻                              | 2021年10月                        | |
| 大長編べるぜバブ                                                                  | SOW | 田村隆平                                                                           | 全3巻                             | 2011年5月                         | |
| D.Gray-man reverse                                                                | 城崎火也                                                                                                | 星野桂                                                                             | 3巻                               | 2005年5月                         | |
| DEATH NOTEシリーズ                                                                | 西尾維新（ロスBB事件）⇒ 著：日下部匡俊（劇場版）                                                        | 原作:大場つぐみ 画:小畑健                                                          | 全2巻                             | 2006年8月                         | ⇒ハードカバー仕様 |
| テガミバチ                                                                        | 浜崎 達也                                                                                               | 浅田 弘幸                                                                          | 1巻                               | 2008年12月                        | |
| テニスの王子様                                                                    | 影山由美（1・2巻） 岸間信明（3 - 5巻） 前川淳・志茂文彦（劇場版）                                       | 許斐剛                                                                             | 全6巻                             | 2002年5月                         | |
| テラフォーマーズ LOST MISSION                                                     | 東山彰良（1巻） 平山夢明（2巻）                                                                         | 貴家悠・橘賢一                                                                     | 2巻                               | 2014年8月                         | |
| 天穂のサクナヒメ ココロワ稲作日誌                                                 | 安藤敬而                                                                                                | えーでるわいす                                                                     | 単巻                              | 2021年10月                        | |
| 東京喰種シリーズ                                                                  | 十和田シン                                                                                              | 石田スイ                                                                           | 全4巻                             | 2013年7月                         | |
| 刀使ノ巫女 琉球剣風録                                                             | 著者:朱白あおい ストーリー原案:髙橋龍也                                                                 | 伍箇伝計画 イラスト:しずまよしのり                                                 | 単巻                              | 2019年7月                         | |
| Dr.STONE                                                                          | 森本市夫                                                                                                | 原作:稲垣理一郎 作画:Boichi                                                        | 単巻                              | ：2019年2月                       | |
| Dr.スランプ アラレちゃん                                                          | 小山高生・中鶴勝祥                                                                                      | 鳥山明                                                                             | 単巻                              |                                   | |
| 友食い教室                                                                        | 柑橘ゆすら                                                                                              | 沢瀬ゆう                                                                           | 単巻                              | 2017年12月                        | |
| To LOVEる -とらぶる-                                                              | ワカツキヒカル                                                                                          | 矢吹健太朗 長谷見沙貴                                                              | 2巻⇒                              | 2009年8月                         | ⇒ダークネス1巻含む |
| TERRA BATTLE 英雄失格                                                             | 波多野大                                                                                                | 藤坂公彦                                                                           | 単巻                              | 2015年7月                         | |
| な行                                                                              | |                                                                                    |                                   |                                   | |
| NARUTO -ナルト-シリーズ                                                           | NARUTO -ナルト-#小説参照                                                                                | NARUTO -ナルト-#小説参照                                                           | NARUTO -ナルト-#小説参照          | NARUTO -ナルト-#小説参照          | NARUTO -ナルト-#小説参照 |
| ニセコイシリーズ                                                                  | 田中創 平林佐和子                                                                                       | 古味直志                                                                           | 全3巻※1 単巻※2                    | 2013年6月                         | ※1 ウラバナ：全3巻 ※2 劇場版 |
| ぬらりひょんの孫                                                                  | 大崎知仁                                                                                                | 椎橋寛                                                                             | 全4巻                             | 2009年12月                        | |
| は行                                                                              | |                                                                                    |                                   |                                   | |
| バイオハザード 北海の妖獣                                                         | 朝倉究 フラグシップ                                                                                     | 坂本眞一                                                                           | 単巻                              | 1998年1月                         | ゲームの小説化 |
| ハイキュー!!シリーズ                                                              | 星希代子（ショーセツバン!!） 吉成郁子（劇場版総集編） 誉司アンリ（劇場版ハイキュー!! ゴミ捨て場の決戦） | 古舘春一                                                                           | 16巻⇒                             | 2013年6月                         | ⇒ショーセツバン!!：11巻、劇場版総集編4巻、劇場版ノベライズ1巻                                                                         |
| バクマン。                                                                        | 久麻當郎                                                                                                | 大場つぐみ・小畑健                                                                 | 単巻                              | 2015年9月                         | 元WJ作品劇場版の小説化 |
| ハマトラ                                                                          | 藤原健市                                                                                                | 原案:小玉有起・松舞夏 イラスト作画:冨澤佳也乃 イラスト仕上:岡田絵美子 制作会社:NAZ | 1巻                               | 2013年6月                         | YJで漫画化された作品の小説化 |
| BASTARD!!シリーズ                                                                 | BASTARD!! -暗黒の破壊神-#小説参照                                                                       | BASTARD!! -暗黒の破壊神-#小説参照                                                  | BASTARD!! -暗黒の破壊神-#小説参照 | BASTARD!! -暗黒の破壊神-#小説参照 | BASTARD!! -暗黒の破壊神-#小説参照 |
| 初恋限定。                                                                        | 平林佐和子                                                                                              | 河下水希                                                                           | 単巻                              | 2009年3月                         | WJ連載終了後、小説化 |
| HUNTER×HUNTERシリーズ                                                             | 岸間信明（1 - 3巻） 田中創（劇場版）⇒                                                                   | 冨樫義博                                                                           | 5巻                               | 1999年12月                        | ⇒奥付は「冨樫義博●田中創」名義 |
| ヒカルの碁                                                                        | 横手美智子                                                                                              | 原作:ほったゆみ 画:小畑健                                                          | 全2巻                             |                                   | |
| PCP-完全犯罪党- 孤島の子供たち                                                    | 初野晴                                                                                                  | 亜城木夢叶                                                                         | 単巻                              | 2015年10月                        | |
| 火ノ丸相撲 四十八手                                                               | 久麻當郎                                                                                                | 川田                                                                               | 全3巻                             | 2016年2月                         | |
| 干物妹!うまるちゃん N                                                             | 田中創                                                                                                  | サンカクヘッド                                                                     | 2巻                               | 2015年8月                         | |
| 電影少女 -VIDEO GIRL AI-                                                          | 富田祐弘                                                                                                | 桂正和                                                                             | 単巻                              | 1993年6月                         | |
| 日々ロック                                                                        | 入江悠                                                                                                  | 榎屋克優                                                                           | 単巻                              | 2014年11月                        | |
| 武装錬金                                                                          | 黒崎薫                                                                                                  | 和月伸宏                                                                           | 全2巻                             | 2006年10月                        | WJ連載終了後、小説化 |
| BLACK CAT                                                                         | 大崎知仁                                                                                                | 矢吹健太朗                                                                         | 全3巻                             |                                   | |
| ブラッククローバー                                                                | ジョニー音田                                                                                            | 田畠裕基                                                                           | 3巻                               | 2016年8月                         | |
| BLEACH                                                                            | 松原真琴（1・2・5･6巻、劇場版） 成田良悟（3・4・7 - 9巻）                                               | 久保帯人                                                                           | 13巻⇒                             | 2004年12月                        | ⇒劇場版ノベライズ全4巻含む |
| ブレイブ フロンティア                                                             | 澁谷貴志                                                                                                | 原作:篠子裕 イラスト:こちも                                                        | 2巻                               | 2015年8月                         | |
| プロジェクト東京ドールズ Doll's Destiny                                           | 羽央えり(ドットワークス)                                                                                | 原作:SQUARE ENIX 本文イラスト:やもり                                               | 単巻                              | 2019年7月                         | |
| HK 変態仮面                                                                       | ひなたしょう                                                                                            | あんど慶周                                                                         | 単巻                              | 2013年4月                         | 元WJ作品の劇場版を小説化 |
| 封神演義 導なき道へ                                                               | 吉上亮                                                                                                  | 原作・画:藤崎竜                                                                    | 単巻                              | 2018年6月                         | |
| ボクガール ボクのアルバイト                                                       | TAMA | 杉戸アキラ                                                                         | 単巻                              | 2015年9月                         | |
| ぼくたちは勉強ができない 非日常の例題集                                           | はむばね                                                                                                | 筒井大志                                                                           | 単巻                              | 2019年4月                         | |
| 僕のヒーローアカデミアシリーズ                                                    | 誉司アンリ                                                                                              | 堀越耕平                                                                           | 10巻⇒                             | 2016年4月                         | ⇒雄英白書：6巻、劇場版：4巻 |
| BORUTO-ボルト- -NARUTO NEXT GENERATIONS- NOVEL                                    | 重信康（1〜3・5巻） 三輪清宗（4巻）                                                                     | 岸本斉史・ 池本幹雄・ 小太刀右京                                                   | 5巻                               | 2017年5月                         | WJアニメ化作品の小説化 |
| ま行                                                                              | |                                                                                    |                                   |                                   | |
| MIND ASSASSIN                                                                     | 映島巡                                                                                                  | かずはじめ                                                                         | 全3巻                             |                                   | |
| 魔人探偵脳噛ネウロ 世界の果てには蝶が舞う                                         | 東山彰良                                                                                                | 松井優征                                                                           | 単巻                              | 2007年7月                         | |
| マッシュル-MASHLE-                                                                | 星希代子                                                                                                | 甲本一                                                                             | 全3巻                             | 2022年5月                         | |
| Mr.FULLSWING                                                                      | 千葉克彦（1巻） 子安秀明（2巻）                                                                         | 鈴木信也                                                                           | 全2巻                             |                                   | |
| MIST GEARS GHOST                                                                  | 田中創                                                                                                  | 天野洋一                                                                           | 単巻                              | 2018年10月                        | |
| 源君物語 並びの巻                                                                 | 田中創                                                                                                  | 稲葉みのり                                                                         | 単巻                              | 2014年10月                        | |
| ムヒョとロージーの魔法律相談事務所                                                | 天羽沙夜（1巻） 矢島綾（2･3巻）                                                                         | 西義之                                                                             | 全3巻                             | 2007年8月                         | |
| めだかボックスシリーズ                                                            | 西尾維新                                                                                                | 暁月あきら                                                                         | 全5巻                             | 2012年5月                         | |
| や行                                                                              | |                                                                                    |                                   |                                   | |
| 約束のネバーランド                                                                | 七緒 | 原作:白井カイウ 作画:出水ぽすか                                                    | 2巻                               | 2018年6月                         | |
| 遊☆戯☆王                                                                          | 千葉克彦 武上純希（DM）                                                                                 | 高橋和希                                                                           | 2巻⇒                              | 1999年9月                         | ⇒DM劇場版のノベライズ含 |
| 憂国のモリアーティ                                                                | 埼田要介                                                                                                | 竹内良輔・三好輝                                                                   | 2巻                               | 2018年11月                        | |
| 予告犯-THE CHASER-                                                                | 久麻當郎                                                                                                | 筒井哲也                                                                           | 単巻                              | 2015年5月                         | |
| 夜桜さんちの大作戦                                                                | 電気泳動                                                                                                | 権平ひつじ                                                                         | 2巻                               | 2023年7月                         | |
| ら行                                                                              | |                                                                                    |                                   |                                   | |
| LIAR GAME                                                                         | 浜崎達也                                                                                                | 原作:甲斐谷忍                                                                      | 4巻                               | 2009年11月                        | ドラマ版・劇場版のノベライズ |
| ラッコ11号                                                                        | ひなたしょう                                                                                            | 平丸一也                                                                           | 全2巻                             | 2011年12月                        | WJ連載作品のスピンオフを小説化 |
| LOVE&DESTROY                                                                      | 浜崎達也                                                                                                | キャラ原案:桂正和 画:後藤隆幸                                                      | 単巻                              | 2000年4月                         | |
| るろうに剣心シリーズ                                                              | 静霞薫（1・2巻） 安芸良・室井ふみえ（3巻） 黒碕薫（4巻） SOW（※2）                                      | 和月伸宏                                                                           | 全4巻 ※1 全3巻 ※2                 | 1996年10月                        | ※1 無印 ※2 実写劇場版 |
| レジェンズ 甦る竜王伝説                                                           | 園田英樹                                                                                                | 渡辺けんじ                                                                         | 単巻                              | 2003年10月                        | ゲームの小説化 |
| ろくでなしBLUES                                                                   | 菅良幸                                                                                                  | 森田まさのり                                                                       | 単巻                              | 1994年2月                         | |
| ローゼンメイデン                                                                  | 久麻當郎                                                                                                | PEACH-PIT                                                                          | 全2巻                             | 2013年7月                         | |
| ロザリオとバンパイア                                                              | 志茂文彦                                                                                                | 池田晃久                                                                           | 単巻                              | 2008年4月                         | |
| わ行                                                                              | |                                                                                    |                                   |                                   | |
| WILD HALF                                                                         | 渡辺麻実                                                                                                | 浅美裕子                                                                           | 単巻                              | 1998年1月                         | |
| ONE PIECEシリーズ                                                                 | 浜崎達也（※1・※2） ひなたしょう（※2） 大崎知仁（※3） 坂上秋成（※4） 江坂純（※5）                        | 尾田栄一郎                                                                         | 17巻※1 2巻※2 1巻※3 1巻※4 1巻※5    | 1999年6月                         | ※1 劇場版の小説化 ※2 A（エース） ※3 麦わらストーリーズ ※4 LAW ※5 HEROINES                                                             |

### その他
| タイトル                                           | 著者                        | 原作・イラスト                      | 巻数  | 刊行開始  | 備考                          |
| -------------------------------------------------- | --------------------------- | ----------------------------------- | ----- | --------- | ----------------------------- |
| 暗殺教室 殺たん                                    | 小説:久麻當郎 監修:阿部幸大 | 松井優征                            | 2巻   | 2014年8月 | 英語帳                        |
| All You Need Is Kill                               | 桜坂洋                      | イラスト:小畑健 キャラ原案:安倍吉俊 | 1巻   | 2014年6月 | SD作品の再録                  |
| 許斐剛の天衣無縫の人生相談〜人生って楽しいじゃん〜 | 許斐剛                      | -                                   | 単巻  | 2018年6月 | 非小説                        |
| とるこ日記 "ダメ人間"作家トリオの脱力旅行記        | 定金伸治・乙一・松原真琴    | 定金伸治・乙一・松原真琴            | 単巻  | 2006年3月 | 旅行記                        |
| 爆炎CAMPUS ガードレス                              | あかほりさとる              | せたのりやす                        | 単巻⇒ | 1994年9月 | ⇒SF（全4巻）から第1巻のみ再録 |